# Pignataro Maggiore
Pignataro Maggiore község (comune) Olaszország Campania régiójában, Caserta megyében.

## Fekvése
A megye központi részén fekszik, Nápolytól 40 km-re északra, Caserta városától 20 km-re északnyugati irányban. Határai: Calvi Risorta, Francolise, Giano Vetusto, Grazzanise, Pastorano és Sparanise.

## Története
Első írásos említése 1268-ból származik. A következő századokban nemesi birtok volt. A 19. században nyerte el önállóságát, amikor a Nápolyi Királyságban felszámolták a feudalizmust.

## Népessége
A népesség számának alakulása:

## Főbb látnivalói
- Santa Maria della Misericordia-templom
- Madonna delle Grazie-templom
- San Giorgio-templom
- San Pasquale-templom
- Santa Croce-templom